# Nook
El  Barnes & Noble Nook , anomenat normalment  Nook , és un lector de llibres electrònics desenvolupat per l'empresa Barnes & Noble, basat en la plataforma Android. El dispositiu original va ser anunciat als Estats Units el 20 d'octubre de 2009, i va ser llançat el 30 de novembre 2009 a un preu de 259 dòlars. El Nook original inclou Wi-Fi i 3G, una pantalla de sis polzades de tinta electrònica, i una altra independent, de menor grandària, tàctil i en color, de LCD, que serveix com dispositiu d'entrada principal. El 21 juny 2010 Barnes & Noble va reduir el seu preu a 199 dòlars, i va anunciar una versió exclusivament Wi-Fi de 149 dòlars.
El 26 d'octubre de 2010, es va anunciar la sortida al mercat del Nook a color per al 19 de novembre del mateix any.

## Característiques
El Nook original té una pantalla de tinta electrònica per a la visualització de contingut digital, i una pantalla tàctil de color per a la navegació i la visualització de contingut addicional. El Color Nook té una sola pantalla LCD de major grandària, les pàgines es passen amb uns botons en forma de fletxa situats al lateral. El Nook original es connecta a la botiga virtual de Barnes & Noble mitjançant una connexió 3G gratuïta, amb la xarxa de AT&T, o a través d'una connexió Wi-Fi. És possible llegir els llibres electrònics sense tenir una connexió disponible; desactivar la connexió pot allargar la càrrega de la bateria més de deu dies.